# Brawlhalla
A Brawlhalla egy Blue Mammoth Games által fejlesztett, ingyenes játék Microsoft Windows, macOS, PlayStation 4, Xbox One és Nintendo Switch platformokra, teljes cross-play lehetőséggel. A játékot 2014 áprilisában mutatták be a PAX Easten, majd ugyanabban a hónapban később alfa státuszba került. 2015-ben egy béta verzió vált elérhetővé, majd ezt a 2017-es októberi kiadás követte.
2018. március 5-én a Brawlhallát fejlesztő-kiadó Blue Mammoth Gamest felvásárolta a szintén videójáték-kiadással foglalkozó Ubisoft. Ennek következtében Rayman csatlakozott vendégként a harcosok közé 2016 november 6-án, amikor a játék Nintendo Switch-re és Xbox One-ra is kiadásra került.
2018. július 6-án az Ars Technica egy cikket adott ki, melyben a Steam-játékok pontos játékos számát részletezte. Ebben a felmérésben a Brawlhalla 24. helyezést ért el, összesen 8 646 824 játékossal.

## Fordítás
- Ez a szócikk részben vagy egészben  a   Brawlhalla című angol Wikipédia-szócikk ezen változatának fordításán alapul.  Az eredeti cikk szerkesztőit annak laptörténete sorolja fel. Ez a jelzés csupán a megfogalmazás eredetét és a szerzői jogokat jelzi, nem szolgál a cikkben szereplő információk forrásmegjelöléseként.